# Brian Bagnall (Maler)

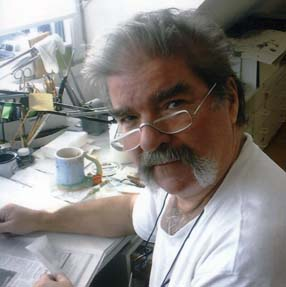
Brian Bagnall (etwa 2007)

Brian Bagnall (* 4. April 1943 in Wakefield, England; † 16. Mai 2020 in München) war ein in Deutschland lebender britischer Maler, Zeichner und Buchillustrator.

## Leben
Bereits ab 1958 besuchte er das Wakefield Technical and Art College und nahm schon 1962 an einer Gemeinschaftsausstellung teil. Von 1963 bis 1965 studierte er am College of Art in Kingston upon Hull und machte den Abschluss mit Auszeichnung.
Nach einer Lehrtätigkeit in London arbeitete er mehrere Jahre bei einer großen Fernschule Kunst in Amsterdam, 1970 machte er sich in München mit seiner Frau Ursula (Uschi), der Tochter von Ellis Kaut, selbständig. 1972 gründeten beide die Bagnall-Studios, und er brachte sein erstes Bilderbuch bei Thienemann heraus. Seit 1979 illustrierte er die Pumucklbücher Ellis Kauts und andere Verkaufsartikel zu dieser Reihe. Bis 2007 erschienen über sechzig selbst entwickelte Bücher.
Von 1981 bis 1984 war er Gastdozent an der Fachhochschule Darmstadt. Er hatte durchgängig internationale Ausstellungen, unter anderem in Amsterdam, Seoul, Barcelona und wiederholt in München. Ab 1996 gab er jährlich Zeichenkurse in Ligurien, seit 2006 Aktzeichnen an der Freien Kunstwerkstatt München.
Zusammen mit seiner Frau Ursula gestaltete er eine Reihe von Kinderbüchern sowie zahlreiche Bücher zur Hobby-Malerei. Von Brian Bagnall stammen unter anderem die Umschlagillustrationen für die deutschen Ausgaben der Romane von Tom Sharpe.